# Кручишор
Кручишор (рум. Crucișor) — село у повіті Сату-Маре в Румунії. Адміністративний центр комуни Кручишор.
Село розташоване на відстані 424 км на північний захід від Бухареста, 27 км на південний схід від Сату-Маре, 105 км на північ від Клуж-Напоки.

## Населення
За даними перепису населення 2002 року у селі проживали 592 особи, з них 591 особа (99,8%) румунів. Рідною мовою 591 особа (99,8%) назвала румунську.